# 阿道夫·布特南特
阿道夫·弗里德里希·约翰·布特南特（1903年3月24日—1995年1月18日）是一位德国化学家。

## 生平
1903年他生於不來梅逝於慕尼黑，1939年获诺贝尔化学奖。